# Stipa manicata
Stipa manicata là một loài thực vật có hoa trong họ Hòa thảo. Loài này được É.Desv. miêu tả khoa học đầu tiên năm 1853.